# Episodi di Merlin (quarta stagione)
La quarta stagione della serie televisiva Merlin è stata trasmessa sul canale britannico BBC One dal 1º ottobre al 24 dicembre 2011.
In Italia la stagione è stata trasmessa in prima visione dal 10 settembre al 26 settembre 2012 su Italia 1. È stata replicata dal 18 novembre al 23 dicembre 2012 su Joi di Mediaset Premium.
Durante questa stagione esce dal cast principale Anthony Head (Uther Pendragon) ed entra Nathaniel Parker (Agravaine), che vi rimane fino alla fine della stessa.
I Cavalieri della Tavola Rotonda, interpretati da Eoin Macken (Sir Galvano), Rupert Young (Sir Leon), Adetomiwa Edun (Sir Elyan) e Tom Hopper (Sir Parsifal), entrano nel cast ricorrente.
Gli antagonisti principali della stagione sono Morgana, Agravaine e Helios.
| nº | Titolo originale                           | Titolo italiano                               | Prima TV UK      | Prima TV Italia   |
| -- | ------------------------------------------ | --------------------------------------------- | ---------------- | ----------------- |
| 1  | The Darkest Hour (Part 1)                  | L'ora più buia (1ª parte)                     | 1º ottobre 2011  | 10 settembre 2012 |
| 2  | The Darkest Hour (Part 2)                  | L'ora più buia (2ª parte)                     | 8 ottobre 2011   | 11 settembre 2012 |
| 3  | The Wicked Day                             | La maledizione di Morgana                     | 15 ottobre 2011  | 12 settembre 2012 |
| 4  | Aithusa                                    | Aithusa                                       | 22 ottobre 2011  | 13 settembre 2012 |
| 5  | His Father's Son                           | Figlio di suo padre                           | 29 ottobre 2011  | 14 settembre 2012 |
| 6  | A Servant of Two Masters                   | Il servitore di due padroni                   | 5 novembre 2011  | 17 settembre 2012 |
| 7  | The Secret Sharer                          | Il compagno segreto                           | 12 novembre 2011 | 18 settembre 2012 |
| 8  | Lamia                                      | Lamia                                         | 19 novembre 2011 | 19 settembre 2012 |
| 9  | Lancelot du Lac                            | Il ritorno di Lancillotto                     | 26 novembre 2011 | 20 settembre 2012 |
| 10 | A Herald of the New Age                    | L'annuncio di una nuova era                   | 3 dicembre 2011  | 21 settembre 2012 |
| 11 | The Hunter's Heart/A Bride for King Arthur | Il cuore del cacciatore/Una sposa per re Artù | 10 dicembre 2011 | 24 settembre 2012 |
| 12 | The Sword in the Stone (Part 1)            | La spada nella roccia (1ª parte)              | 17 dicembre 2011 | 25 settembre 2012 |
| 13 | The Sword in the Stone (Part 2)            | La spada nella roccia (2ª parte)              | 24 dicembre 2011 | 26 settembre 2012 |

## L'ora più buia (1ª parte)
- Titolo originale: The Darkest Hour (Part 1)
- Diretto da: Alice Troughton
- Scritto da: Julian Jones

### Trama
Sono passati otto mesi dalla caduta della tirannia di Morgana, e di lei e Morgause non si hanno più tracce, fino a quando Sir. Leon e Sir. Elyan, in ricognizione, colgono Morgana intenta a scortare la malconcia sorella verso l'Isola dei Beati. I due cavalieri scampano illesi all'ira della strega e riferiscono a corte di quanto accaduto. Qui troviamo Artù ad occuparsi del regno, aiutato dallo zio Agravaine, giunto lì per dare una mano al nipote, che deve assumersi molte responsabilità da quando il padre è caduto in depressione dopo il tradimento della figlia. Ginevra intanto si è occupata di Uther durante questi mesi, sotto richiesta di Artù.
All'Isola dei Beati, durante la mezzanotte del Samhain, Morgause viene sacrificata di sua volontà da Morgana per aprire un velo tra il mondo dei vivi e quello dei morti.
Sia a Merlino che a Morgana appare la Cailleach, la custode del mondo degli spiriti. Questa annuncia a Morgana che una terribile catastrofe si abbatterà sui suoi avversari e che i Dorocha, gli spiriti dei morti, uccideranno tutti coloro che trapasseranno al loro tocco. La vecchia aggiunge però che aprendo il velo fra i due mondi, Morgana ha dato inizio alla profezia e che un uomo chiamato Emrys sarà la sua rovina.
Gaius spiega a Merlino chi hanno visto nella loro visione e intuisce che Morgana deve aver lacerato il velo fra i due mondi.
Intanto, a corte giunge una giovane ragazza, Drea, che afferma che il suo villaggio è stato attaccato da misteriose creature senza volto, che hanno sterminato tutta la sua famiglia. Artù, Merlino e i cavalieri di Camelot partono in ricognizione al villaggio e, col calare della notte, hanno un incontro ravvicinato con i Dorocha.
Qui Merlino scopre che la sua magia non può nulla contro queste creature e che queste escono solo la notte poiché temono la luce, ma non possono essere uccise. Nel mentre, durante la notte, Camelot è presa sotto attacco dai Dorocha.
Gaius rivela ad Artù e ad Agravaine che l'unico modo per fermare ciò che sta accadendo è giungere all'Isola dei Beati e chiudere il passaggio che Morgana ha aperto con un altro sacrificio. Artù, dunque, decide di sacrificare sé stesso per il bene di Camelot. Merlino, però, è intento a partire con lui per fermarlo, offrendo sé stesso al suo posto. Intanto, Agravaine incontra Morgana e scopriamo che questo è in combutta con la nipote contro Camelot. Morgana è felice di sapere che Artù morirà in un modo o nell'altro, ma è tormentata dalle parole della Cailleach e nei suoi sogni appare Emrys, che la mette in guardia su ciò che è diventata.
Infine, Artù, Merlino e i cavalieri, sulla strada per l'Isola dei Beati, affrontano i Dorocha. Quando Artù è in pericolo, Merlino si sacrifica per salvarlo e viene investito da un Dorocha.
- Guest star: Emilia Fox (Morgause), Gemma Jones (La Cailleach), Santiago Cabrera (Sir Lancillotto).
- Altri interpreti: Zee Asha (Audrey), James Greene (Traghettatore), Katie Moore (Drea).
- Ascolti UK: telespettatori 6 400 000[3]

## L'ora più buia (2ª parte)
- Titolo originale: The Darkest Hour (Part 2)
- Diretto da: Alice Troughton
- Scritto da: Julian Jones

### Trama
Lancillotto decide di tornare a Camelot per portare Merlino, ormai in fin di vita, da Gaius. Intanto, Artù e gli altri cavalieri continuano il loro viaggio verso l'Isola dei Beati. Dunque, Lancillotto e Merlino attraversano la Valle dei Re Caduti e qui hanno un incontro con le Vily, gli spiriti dei torrenti e dei ruscelli, che oltre ai Dorocha, hanno attraversato il velo. Questa assicura a Lancillotto che sono spiriti buoni, che li proteggeranno e che cureranno Merlino nel corso della notte. Nel mentre, Artù e i cavalieri attraversano delle gallerie infestate da Wilddeoren per accorciare il loro cammino e Galvano ha uno scontro ravvicinato con una di queste fameliche creature. A Camelot, Agravaine ha assunto il comando in assenza di Artù e decide di chiudere i cancelli della città per non permettere ad altri contadini di trovare riparo a Camelot dai Dorocha. Ginevra però riesce a convincere il consiglio a dare ristoro agli indifesi cittadini e Agravaine alla fine non può che acconsentire. Questo però parla della cosa con Morgana e i due escogitano un piano per sbarazzarsi di Ginevra senza destare sospetti. Dunque, Morgana si infiltra di nascosto a Camelot e Agravaine fa in modo che l'ignara ragazza si trovi a camminare scortata lungo la città bassa.
Qui, Morgana sbuca dal nulla e con la magia schianta Ginevra e le guardie, dunque, spente le torce, la perfida strega chiama gli Dorocha per uccidere la sua rivale al trono priva di sensi. Gaius però si accorge della scomparsa di Ginevra e, andando verso la casa della ragazza, la trova svenuta e la porta in salvo giusto in tempo all'arrivo dei Dorocha.
Intanto, Merlino si è ripreso e insieme a Lancillotto tornano indietro verso Artù e gli altri. Per sfuggire ai Dorocha, i due trovano rifugio per la notte in una casa abbandonata. Anche qui però non sono al sicuro e quando i Dorocha li raggiungono Merlino è costretto a chiamare Kilgharrah in loro soccorso. Il Drago dice a Merlino che il velo che Morgana ha aperto deve essere richiuso al più presto, ma è contrario al fatto che Merlino voglia sacrificarsi per farlo. Questo, capendo di non riuscire a persuaderlo, dice addio al giovane mago e vola via. Dunque, Lancillotto e Merlino continuano il loro viaggio e raggiungono Artù e i cavalieri accampati in un castello dismesso. Artù e i cavalieri riabbracciano Merlino, ma la loro felicità è poco duratura perché ben sanno cosa li attende una volta giunti all'isola.
Finalmente, Artù e gli altri arrivano all'Isola dei Beati. Qui, vengono attaccati da un paio di Viverne e, mentre Artù, Merlino, Galvano e Lancillotto proseguono verso il velo, Percival, Leon ed Elyan tengono a bada le due bestie, che sembrano restie al potere che Merlino ha sulla loro specie. I quattro dunque si ritrovano faccia a faccia con la Cailleach e le chiedono di richiudere il portale.
Questa però si beffa di loro e Galvano fa per attaccarla, finendo poi però a terra svenuto per mano della vecchia strega. Artù dunque decide di darla vinta alla Cailleach e si avvia verso il velo. Merlino però usa la magia per farlo svenire e dice alla Cailleach che è pronto a sacrificarsi per chiudere il velo. Questa però afferma che anche se lui lo desidera, il suo tempo tra gli uomini non è ancora scaduto, dopodiché si volta, e vediamo Lancillotto intento ad entrare nel velo. Merlino gli urla di non farlo, ma ormai è troppo tardi.
A Camelot, si svolgono i funerali di Sir Lancillotto, e Ginevra non si dà pace per la sua morte, poiché lei gli aveva chiesto di proteggere Artù ad ogni costo e questo ha mantenuto fede alla promessa fino in fondo. Intanto, Agravaine riferisce a Morgana che Artù e Ginevra sono sopravvissuti e questa, infuriata, afferma che probabilmente Emrys, come le aveva annunciato la Cailleach, deve aver intralciato la sua strada.
Infine, Agravaine si presenta da Gaius e gli domanda se conosce di uno stregone chiamato Emrys. Questo fa finta di non sapere, ma capisce e rivela a Merlino che Morgana è più vicina a lui di quanto possano immaginare.
- Guest star: Santiago Cabrera (Sir Lancillotto), Gemma Jones (La Cailleach), Michael Cronin (Geoffrey di Monmouth), John Hurt (voce originale di Kilgharrah), Lord Agravaine de Bois (Nathaniel Parker).
- Altri interpreti: Sarah Beck Mather (Vilia), James Greene (Traghettatore).
- Ascolti UK: telespettatori 6 800 000[3]

## La maledizione di Morgana
- Titolo originale: The Wicked Day
- Diretto da: Alice Troughton
- Scritto da: Howard Overman

### Trama
A Camelot si affrettano i preparativi per i festeggiamenti in occasione del compleanno di Artù.
Giocolieri, venditori, musicisti sono invitati a corte per deliziare gli astanti con le proprie arti. Anche il re, Uther, decide di non perdersi l'anniversario di nascita del figlio e si unisce alla corte reale. Durante il banchetto Artù viene invitato da un lanciatore di coltelli a fargli da bersaglio su di una ruota mobile, in modo da dimostrare a tutti il suo immenso coraggio. Il ragazzo non si fa pregare e si presta all'esibizione: il giocoliere fa legare Artù alla ruota e gli fa mettere in bocca una mela per l'esibizione finale, consistente nel centrare la mela con un pugnale mentre il bersaglio è in movimento. Il gioco riesce tra gli applausi e Artù addenta la mela che era servita per l'esibizione. Non sa però che il giocoliere altri non è che l'ennesimo sicario mandato da Re Odin, nuovamente intenzionato a vendicare la morte del figlio: la mela è infatti intrisa di un potente sedativo e il sicario aspetta che Artù si rechi nelle stanze di suo padre per colpire. Artù sta per essere ferito a morte quando interviene Uther, che, ridestatosi dalla propria desolazione interiore, ingaggia battaglia con il sicario e lo uccide. Anche lui però viene colpito a morte e Artù lo adagia morente sul suo giaciglio, nella speranza che Gaius possa salvargli la vita. Ma non c'è nulla che il medico di corte possa fare e così il giovane principe decide di ricorrere alla magia per salvare la vita del padre.
Merlino allora cerca di approfittare della situazione: conduce il suo padrone in una capanna in mezzo al bosco, dove prende le sembianze del "Merlino invecchiato", Dragoon, e propone ad Artù un accordo in base al quale egli avrebbe guarito suo padre in cambio della generalizzata libertà di esercitare le arti magiche in tutto il regno di Camelot. Artù accetta e Merlino si prepara per l'incantesimo di guarigione. Non sa però che Morgana ha già precorso le mosse del fratellastro, facendo mettere al collo di Uther un ciondolo capace di invertire gli effetti di qualsiasi magia guaritrice. Perciò, quando Merlino sottopone Uther al rito magico, il re esala l'ultimo respiro e muore.
Merlino, sempre nelle sembianze di anziano mago, riesce a fuggire, ma Artù è distrutto dalla morte del padre, che crede per di più causata dalla magia.
Merlino assiste alla veglia di Artù nei confronti della salma paterna e non si dà pace per non essere riuscito a salvare il re, rassegnandosi all'idea che la magia continuerà ad essere bandita anche sotto il regno di Artù. Nella scena finale, Artù viene incoronato Re di Camelot, ma dal suo volto traspare più di un senso di colpa.
Intanto, Morgana, con l'aiuto di Agravaine, si prepara a sfruttare la fragilità del nuovo sovrano.
- Note: dopo questo episodio esce dal cast principale Anthony Head (Uther Pendragon).
- Guest star: Phil Davis (Il giocoliere), Michael Cronin (Geoffrey di Monmouth),  Lord Agravaine de Bois (Nathaniel Parker).
- Altri interpreti: Phil Holden (Geldred), Kyle Lima (Guardia).
- Ascolti UK: telespettatori 7 040 000[3]

## Aithusa
- Titolo originale: Aithusa
- Diretto da: Alex Pillai
- Scritto da: Julian Jones

### Trama
Un uomo s'intrufola nel nascondiglio dei Druidi nella foresta, intento a rubare un frammento di una misteriosa reliquia.
Questo tira fuori un pezzo mancante e lo unisce con quello appena ritrovato. All'unione dei frammenti, tuttavia, i druidi si accorgono dell'intruso e lo accerchiano.
Il capo dei druidi, Iseldir, chiede all'uomo di restituire la reliquia e gli dice che tanto non potrà mai usarla, poiché gli manca il terzo frammento e nessuno sa dove questo si trovi. L'uomo però afferma di conoscere dov'è custodito, dopodiché si dà alla fuga, dirigendosi verso Camelot. In piena notte, negli alloggi di Gaius, si presenta il misterioso ladro, che Gaius sembra conoscere come Julius Borden. Gaius però non sembra felice di rivederlo, poiché questo in passato gli è stato causa di problemi. Julius gli rivela di aver trovato i due pezzi mancanti del “Triskelion” e che è pronto a ritrovare il tesoro perduto di Ashkanar. Gaius lo rimprovera e gli dice che il tesoro che è custodito in quella tomba deve rimanere dove si trova. Julius però non è dello stesso parere e vuole l'aiuto del suo vecchio maestro per recuperare l'ultimo frammento della reliquia, che si trova da più di 400 anni al sicuro nei sotterranei di Camelot. Gaius afferma che non vuole aver niente a che fare con questa storia e che sarebbe meglio che l'ultimo uovo di drago restasse lì dove è rimasto negli ultimi 400 anni. Merlino ascolta di nascosto la conversazione tra i due e osserva Gaius cacciare via Julius. Andato via, Merlino chiede a Gaius perché mai si sia rifiutato di aiutarlo e questo gli risponde che Julius non è un uomo cui prestar fiducia e che l'uovo è più al sicuro dove si trova. Merlino cerca di convincerlo a cambiare idea, ma Gaius gli proibisce di aiutare Julius nel suo intento. Durante la notte, Merlino riflette su ciò e decide di andare a parlarne con Kilgharrah. Il Drago è felice di sapere di non essere l'ultimo della sua stirpe e dice a Merlino che, in quanto ultimo Signore dei Draghi, è sua responsabilità recuperare quell'uovo e portarlo in salvo. Il giovane mago, dunque, va alla taverna e convince Julius a portarlo con sé in cambio del suo aiuto nel recuperare dal re le chiavi per la stanza del tesoro.
Dunque, Merlino recupera “furtivamente” le chiavi dalla cintura di Artù, e con Julius, si dirige ai sotterranei. L'abile Julius riesce a prendere l'ultimo frammento indisturbato, ma alla fine tradisce Merlino stordendolo e fuggendo via con il Triskelion. Quando si viene a conoscenza del furto, Gaius rivela tutto al re, che afferma che bisogna ad ogni costo trovare quell'uovo e distruggerlo.
Gaius rimprovera Merlino per essersi fidato di Julius e gli dice che deve fermarlo, poiché i suoi piani sono tutt'altro che nobili ed userà il drago che nascerà da quell'uovo a suo unico vantaggio. Merlino allora parte con Artù e i cavalieri sulle tracce di Julius. Durante il viaggio, Merlino viene contattato da Iseldir che lo avverte di stare attento, poiché l'antica leggenda di Ashkanar narra che questo antico stregone aveva previsto che qualcuno sarebbe stato tentato a profanare il suo eterno riposo, ed ha dunque creato il Triskelion sia come chiave che come trappola. Poco più tardi, Merlino, Artù e i cavalieri riescono a ritrovare le tracce di Julius che avevano perso, ma quando questi arrivano a trovarlo, Julius escogita un astuto piano e avvelena i cavalieri mentre sono accampati. Merlino si accorge che il cibo è stato avvelenato e cura con la magia Artù e gli altri, dopodiché si affretta a seguire Julius che è arrivato alla tomba di Ashkanar. Questo usa il Triskelion per aprire la porta del mausoleo, ma fa inavvertitamente scattare una trappola che sprigiona del gas velenoso. Merlino, però, usa prontamente la magia per disperdere il gas e salva la vita anche a Julius, il quale è momentaneamente privo di sensi. Merlino allora, si dirige nei meandri del mausoleo e si ritrova davanti all'uovo di drago. Questo dunque si appresta a recuperare l'uovo dal piedistallo, ma Julius arriva alle sue spalle minacciandolo. Merlino cerca di spiegargli che i draghi non vanno sfruttati a proprio vantaggio e gli dice che lui non gli permetterà di usarlo come un'arma. Julius, dunque, quando capisce di non riuscire a corrompere Merlino, lo attacca. Merlino, però, rivela la sua identità di Signore dei Draghi e lo stende con la magia, dopodiché recupera l'uovo, ma attiva la trappola di cui lo ha avvertito Iseldir e innesca l'autodistruzione della tomba. Merlino riesce a fuggire in tempo dal crollo dell'edificio e a nascondere l'uovo ad Artù, portandolo con sé fino a Camelot. Una volta a casa, Gaius chiede a Merlino se è riuscito a salvare l'uovo di drago. Merlino cerca di tenergli nascosto l'uovo, temendo che questo fosse contrario a liberare il drago, finché non riesce più a mentire al sesto senso dell'anziano medico. Gaius gli domanda dunque cosa ne intenda fare e Merlino risponde che vuole portarlo dov'è giusto che debba stare. Dunque, Merlino porta l'uovo a Kilgharrah, il quale gli rivela che spettava ai Signori dei Draghi decretare la nascita di un nuovo drago e che dunque spetta proprio a lui farlo venire al mondo, scegliendo il suo nome. Merlino si concentra e decide di chiamarlo “Aithusa” che nella lingua dei draghi significa “Luce del Sole”. I due assistono alla nascita della piccola Aithusa, che si rivela essere un raro drago albino. Infine, Kilgharrah dice a Merlino che la nascita di un drago non è mai senza significato. Che a volte il significato era difficile da vedere ma che questa volta (dal suo punto di vista personale) era chiaro: Il drago bianco è un segno favorevole alla nascita della nuova nazione e dell'era di pace che presto lui e Artù porteranno alla luce: Albion.
- Guest star: James Callis (Julius Borden), John Hurt (voce originale di Kilgharrah).
- Altri interpreti: Trevor Sellers (Iseldir).
- Ascolti UK: telespettatori 6 960 000[3]

## Figlio di suo padre
- Titolo originale: His Father's Son
- Diretto da: Alex Pillai
- Scritto da: Jake Michie

### Trama
L'episodio ha inizio con Merlino, vestito da cavaliere di Camelot, che corre inseguito da un gruppo di predoni e che finisce in un vicolo cieco. Merlino sembra essere alla mercé dei banditi, ma si tratta di una trappola orchestrata da Artù. Dunque il re e i suoi cavalieri sbucano dal nulla e catturano i predoni.
Agravaine fa notare ad Artù che il capo dei banditi non è chi vuol far credere di essere e che indossa lo stemma reale del Re di Caerleon. Artù dunque si affida ai consigli dello zio, che lo sprona a dare un atto di forza agli occhi degli altri regni, giustiziando Caerleon, che dalla morte di Uther ha continuato a saccheggiare con i suoi uomini sui possedimenti di Camelot.
Merlino cerca di dissuadere l'amico dall'uccidere una persona a sangue freddo, ma alla fine questo decide che per il bene di Camelot deve uccidere Caerleon, restio ad accettare un trattato di pace tra il suo regno e Camelot.
Artù ed il plotone, rientrano a Camelot. Qui Agravaine continua a manipolare l'inesperto re e stavolta lo convince che la sua relazione con Ginevra, una semplice serva, va spezzata, poiché agli occhi del suo popolo questo potrebbe portare disapprovo. Dunque, Artù, anche se con amarezza, si convince che lo zio ha ragione e, presentandosi a casa della ragazza, le dice chiaro e tondo che tra loro non può continuare. Ginevra capisce che le parole che Artù le dice non sono farina del suo sacco e gli ricorda che un re indipendente, come lui afferma di essere, non deve essere condizionato nelle sue scelte da niente e nessuno. Intanto, nel regno di Caerleon, la salma del re arriva alla Regina Annis, che, infuriata per la morte del marito, giura che Artù Pendragon e tutta Camelot pagherà per le sue azioni.
Un messaggero porta a Camelot la notizia che l'esercito di Caerleon si sta muovendo verso Camelot e una guerra si prospetta alle porte. Nel mentre, Morgana fa visita alla Regina Annis, presentandosi in nome del suo padre adottivo Gorlois, e le propone il suo aiuto per sbarazzarsi una volta e per tutte di Artù Pendragon.
Artù e il suo esercito partono per il confine e si accampano pronti l'indomani per difendere Camelot dall'attacco incombente di Annis. Artù inizia a sentirsi in colpa per il fatto che la sua decisione di uccidere Caerleon lo ha portato a dover rischiare la vita dei suoi uomini e alla guerra nel suo regno. Merlino cerca di rassicurarlo dicendogli che ciò che ha fatto lo ha fatto per il bene del regno e perché non aveva altra scelta, ma Artù ben sa che ciò che sta accadendo poteva essere evitato e che un suo errore ha portato Camelot in pericolo. Così, nel cuore della notte, Artù abbandona furtivo la sua tenda dirigendosi verso l'accampamento nemico. Merlino, però se ne accorge e lo segue. Artù si mostra disarmato e si fa accompagnare dalle guardie alla tenda della Regina Annis. Questa, in preda all'ira, lo schiaffeggia e gli chiede perché mai sia venuto lì. Artù afferma di essere dispiaciuto per aver ucciso suo marito e riconosce il suo errore. Annis gli risponde che il suo dispiacere non gli riporterà indietro il suo re, ma Artù le propone di non spargere ulteriore sangue e di risolvere la contesa con un duello tra i loro due uomini più forti.
Annis alla fine decide di acconsentire alla richiesta del giovane re e in caso di sua vittoria prenderà metà delle terre di Camelot. Artù e Merlino dunque tornano all'accampamento.
Il giorno seguente, Artù decide di proporsi per il duello ed Annis pensa che possa essere una trappola. Morgana però le assicura che il giovane Pendragon combatterà e che lei farà in modo che questo non vinca. Agravaine, dunque, ruba la spada di Artù e la porta a Morgana, che tesse un incantesimo per far sì che la spada diventi d'ingombro ad Artù durante lo scontro.
Prima dello scontro, Artù si confida con Merlino e gli consegna un anello, che in caso di sua morte Merlino dovrà consegnare a Ginevra con le sue scuse. Annis e Morgana scelgono un possente combattente, Derian, e gli raccomandano di non mostrare alcuna pietà. I due sfidanti scendono dunque in campo e il duello per le sorti della battaglia ha inizio. A scontro inoltrato, Morgana attiva l'incantesimo fatto alla spada ed Artù si trova in difficoltà. Merlino però fa in modo che il re si salvi e questo mette a terra il nemico, decidendo però di rendergli salva la vita. Annis si congratula con Artù e, stringendogli la mano, afferma che c'è qualcosa in lui che le dà speranza per un futuro migliore per tutti loro. Morgana va da Annis e si scusa per il fallimento, affermando che avranno altre opportunità per sbarazzarsi di Artù. Annis però non è delle stesse intenzioni e le dice di aver giudicato male Artù e che adesso ha deciso di porre la pace tra i loro regni. Morgana l'accusa di essere debole, ma Annis afferma di essere solo ragionevole e che piuttosto è lei ad essere consumata dall'odio. Morgana fa per andarsene, ma Annis la ferma dicendole che nonostante lei affermi di rappresentare Gorlois, assomiglia più ad Uther. Artù torna a Camelot e al suo ritorno trova un popolo esultante per il proprio re. Infine, Artù si confronta con Ginevra e le chiede scusa, rimangiandosi tutto ciò che le aveva detto. I due poi si scambiano un appassionato bacio.
- Guest star: Lindsay Duncan (Regina Annis).
- Altri interpreti: Steven Hartley (Re Caerleon), Kyle Lima (Guardia di Caerleon), Robert Maillet (Derian).
- Ascolti UK: telespettatori 7 400 000[3]

## Il servitore di due padroni
- Titolo originale: A Servant of Two Masters
- Diretto da: Alex Pillai
- Scritto da: Lucy Watkins

### Trama
Artù, Merlino e i cavalieri di Camelot sono inseguiti dagli uomini di Agravaine e Morgana. Durante lo scontro, Merlino viene ferito gravemente e Artù è costretto a fuggire in ritirata con lui, dividendosi dai suoi uomini. Il giovane re, porta il servo al sicuro tra il bosco, ma i sicari di Morgana li raggiungono e Artù è costretto a lasciare incustodito Merlino per proteggersi. Mentre questo combatte il nemico, Merlino osserva che il suo re è in svantaggio e per salvargli la vita provoca una frana che ostruisce il sentiero, separandolo da lui e i sicari. Dunque, il morente Merlino viene portato da Agravaine al cospetto di Morgana. Questa è infuriata per non essere riuscita ad uccidere Artù e per il fatto che le abbiano portato un insignificante servo al suo posto. Agravaine dunque fa per uccidere Merlino, ma Morgana lo ferma, affermando che Artù tiene stranamente molto a quel servo e che potrebbe tornare loro utile. Morgana allora porta Merlino nella sua dimora e decide di curargli la ferita. Merlino è stranito che questa voglia salvarlo, ma infatti la strega ha in mente un piano per ritorcere Merlino contro Artù usandolo a suo vantaggio. Questa, appunto, evoca un Fomorroh, un'oscura creatura dell'Antica Religione, che veniva usata dalle sacerdotesse per manipolare la mente dei loro nemici, cancellando tutto ciò che li rendeva tali e installando nella loro mente un unico pensiero, che non dava loro pace finché non veniva portato a compimento. Morgana, dunque, taglia una delle teste della creatura serpente e la installa dentro il corpo di Merlino, assegnandogli una missione: uccidere Artù Pendragon.
Artù, intanto, è tornato a Camelot e sembra preoccupato per le sorti di Merlino. Dunque, riparte poco dopo con Galvano per setacciare la foresta. Qui Merlino, sotto l'influsso del Fomorroh, si fa trovare dai due e rientra a Camelot, in realtà con l'intenzione di aspettare il momento propizio per assassinare il re.
Mentre si consulta con i membri del consiglio, Artù cerca di capire come gli uomini di Morgana abbiano potuto scoprire la strada che avrebbero percorso, visto che, oltre a lui e ai suoi fidati cavalieri, nessuno avrebbe potuto saperlo. Dunque, inizia a riflettere su chi possa averlo tradito. Durante una conversazione, Merlino chiede a Gaius quale sia il veleno più potente che questo possieda e il medico di corte, stranito, gli domanda il perché gli interessi. Merlino cerca di sviarlo, affermando che potrebbe essergli utile se un giorno venisse nuovamente rapito, e dunque lo prende con sé. Gaius però rimane ancora stranito dal suo insolito comportamento.
Merlino usa il veleno sul cibo che deve servire ad Artù, ma, quando glielo porta, scopre che Ginevra ha già pensato per il pasto del re e innervosito fa una sceneggiata ai due, che rimangono perplessi. Dunque, si sbarazza del cibo lanciandolo nel porcile del villaggio. Merlino non demorde e tenta ulteriori modi per sbarazzarsi di Artù, tra cui con una balestra, ma fallisce miseramente. Poco più tardi però, la gente si accorge che uno dei maiali è morto mangiando dal piatto destinato al re e Gaius e Ginevra ricollegano i fatti, giungendo alla conclusione che Merlino sta cercando di uccidere il re.
I due, dunque, si precipitano nelle stanze di Artù, dove trovano Merlino intento ad arrivare alle spalle di Artù con una spada.
Questo però viene fermato e successivamente stordito da Ginevra, che insieme a Gaius fa credere ad Artù che questo sia svenuto cadendo, cercando di porgergli la spada.
Gaius e Ginevra portano poi Merlino svenuto nelle stanze di Gaius. E qui il medico si accorge che dietro il collo del ragazzo, appena sotto pelle, è presente un corpo estraneo. Questo allora lo estrae e capisce che qualcuno ha utilizzato un Fomorroh per istigare Merlino ad uccidere Artù. I due, dunque, credono di aver risolto il problema.
Intanto, Artù giunge alla conclusione che suo zio possa essere il traditore. Parlando con Agravaine, però, questo lo convince che lui non lo tradirebbe mai e che c'era un'altra persona a conoscenza dei loro spostamenti: Gaius. Merlino, nel mentre, si è risvegliato, ma Gaius si rende conto che un altro Fomorroh è inspiegabilmente presente dietro la sua nuca. Merlino dunque ritorna all'azione e nella tinozza d'acqua che sta preparando per il bagno ad Artù, aggiunge un composto rubato di nascosto a Gaius, che liquefà qualsiasi cosa vi cada dentro. Merlino, dunque, non ha che aspettare che il re si immerga ignaro nella vasca, ma Gaius e Ginevra arrivano giusto in tempo per stordire nuovamente Merlino e cogliere Artù nudo, inventando poi una scusa per la quale l'acqua del bagno non può essere utilizzata.
Gaius fa inalare a Merlino un composto che è in grado di far addormentare la creatura che è nel suo corpo. Il giovane mago torna in sé e Gaius gli spiega che il Fomorroh continuerà a riprodursi nonostante venga prelevato, finché la bestia madre, che si trova nel rifugio di Morgana, non verrà eliminata. Merlino allora decide di partire prima che il serpente si risvegli e si camuffa nella sua versione ottantenne per non farsi riconoscere dalla strega. Nel bosco, Merlino prende le sembianze di Dragoon e fa per salire a cavallo, quando viene sorpreso da Sir. Leon e gli altri cavalieri. Questi lo riconoscono come lo stregone che ha ucciso Uther e lo accerchiano, Merlino però si sbarazza facilmente di loro usando la magia, nonostante non sia al meglio delle sue forze. Dunque, Merlino arriva nella dimora di Morgana.
Qui, Agravaine racconta a Morgana dei sospetti di Artù nei suoi riguardi e di aver preso di mezzo Gaius per deviarli. Non appena i due lasciano la baracca, Merlino si intrufola in cerca del Fomorroh. Mentre scruta tra i vari scaffali, Morgana rientra e se lo ritrova davanti. Spaventata, questa crede che sia solo la sua immaginazione, ma quando Merlino trova il barattolo contenente la creatura e fa per andarsene, tenta di fermarlo, ma viene scaraventata a terra per prima. Il vecchio Merlino cerca di allontanarsi in fretta, ma la strega si riprende e lo attacca con la magia. Tra i due comincia un vero e proprio duello magico senza esclusione di colpi.
Morgana sembra avere la meglio e afferma che sembra proprio che lui non sarà poi la sua rovina come le era stato profetizzato. Merlino però riesce a creare un vortice d'aria che travolge la strega scaraventandola via. Dunque, questo recupera la creatura e se ne sbarazza liberandosi dall'influsso di Morgana. Tornato a Camelot, Gaius gli estrae il serpente senza vita e Artù lo rimprovera per essere stato assente per due giorni dai suoi incarichi. Poi gli presenta George, il nuovo servitore avuto durante la sua assenza, che da ora in poi gli servirà per dare lezioni a Merlino su come svolgere al meglio il suo lavoro
Intanto, Agravaine fa visita a Morgana, ma trova il rifugio a soqquadro. Preoccupato, questo cerca lì attorno la ragazza, per poi trovarla giacente a terra senza coscienza. Intanto la strega si trova nel mondo degli spiriti dove la sorella Morgause le dà una moneta utile per la negromanzia.
- Altri interpreti: Leander Deeny (George), Zee Asha (Audrey).
- Ascolti UK: telespettatori 6 940 000[3]

## Il compagno segreto
- Titolo originale: The Secret Sharer
- Diretto da: Justin Molotnikov
- Scritto da: Julian Jones

### Trama
Morgana è ancora incosciente dopo il suo scontro con Emrys, ed Agravaine si sta prendendo cura di lei. La ragazza si risveglia grazie al potere curativo del suo bracciale e racconta ad Agravaine cosa è successo.
I due si chiedono come Emrys potesse essere a conoscenza dei loro piani e perché mai fosse interessato a distruggere il Fomorroh. Agravaine arriva poi alla conclusione che Gaius deve avergli mentito e che deve aver chiesto aiuto lui ad Emrys. Morgana allora sentenzia che devono estorcere a Gaius le informazioni che li aiuteranno a trovare e distruggere Emrys. Mentre Agravaine cerca ancora di convincere Artù che Gaius è il traditore che si nasconde a corte, Morgana parte per Catha, dove incontra un sacerdote guerriero di nome Alator. Morgana vuole aiuto per catturare Gaius e prendere con la forza le informazioni che le servono. Alator sembra contrario a mettere piede a Camelot, ma quando la strega gli offre in cambio il suo unico bracciale curativo, creato sull'Isola dei Beati dalle sacerdotesse dell'Antica Religione, questo si fa corrompere ed accetta.
Nel mentre, Agravaine convince Artù a porre sotto interrogatorio l'anziano medico. Alle domande di Agravaine, Gaius cerca di rispondere in modo da non destar sospetti, ma quando gli viene chiesto se conosce di persona lo stregone che lui stesso ha indicato ad Artù per curare Uther, si capisce che sta mentendo, anche se cerca di non dimostrarlo. Andato Gaius, Agravaine persuade Artù che sia lui il traditore. Durante la notte, Alator si infiltra a Camelot per rapire Gaius.
Agravaine fa dunque in modo di distrarre Merlino per lasciare agire Alator indisturbato. Dunque, Gaius viene fatto addormentare con la magia e portato in una cava mineraria abbandonata, dove Morgana lo attende. Gaius dice a Morgana che non le dirà mai dove si trovi Emrys e che è disposto a morire. La strega però afferma che allora soffrirà molto più del previsto e alla fine delle sue torture lei avrà ciò che cerca, e dopodiché potrà morire. Mentre Alator inizia ad usare la sua magia per estorcere le informazioni al povero Gaius, a Camelot Agravaine nasconde dei libri sulla stregoneria nelle stanze del medico e quando si viene a sapere della scomparsa di questo, vengono ritrovati, facendo accusare così Gaius di tradimento. Merlino sa che questo non è vero e che Agravaine è dietro a questa storia, Artù però non vuole saperne. Così il giovane mago indaga entrando nelle stanze di Agravaine e trova delle tracce di terra rossiccia tra le scarpe di questo, e dei libri sulla stregoneria dello stesso tipo di quelli rinvenuti da Gaius. Agravaine però irrompe improvvisamente nella stanza e Merlino è costretto a nascondersi. Mentre cerca di sgattaiolare fuori, però, a sua insaputa Agravaine se ne accorge, capendo che Merlino è sulla strada per ritrovare Gaius. Merlino allora cerca di esaminare lo strano terriccio e nel mentre incontra Galvano, che è venuto a vedere come sta dopo la faccenda di Gaius. Merlino allora si fa aiutare dall'amico, che gli fornisce un'importante informazione, ovvero che quel terriccio è presente vicino a Camelot solo in una vecchia cava di minerali ormai dismessa. Dunque, Merlino e Galvano partono immediatamente verso il posto. Proprio mentre i due arrivano, Agravaine corre a chiamare Morgana e intanto, Alator è sempre più vicino ad avere le informazioni dall'ormai esausto Gaius. Merlino e Galvano arrivano alla grotta e si addentrano in cerca di Gaius. Alator nel mentre è riuscito a sapere chi è Emrys e rimane colpito da come Gaius descriva Merlino il portatore di una nuova era dove il vecchio mondo e il nuovo coesisteranno: Albion. Intanto, Morgana ed Agravaine giungono alla cava e si dividono per trovare i due intrusi, lo stesso fanno Merlino e Galvano per cercare più in fretta. Agravaine arriva da Gaius, ma da qui Alator se n'è già andato. Dunque, pensando che abbia ottenuto le informazioni, fa per uccidere l'indifeso vecchio privo di sensi. Galvano però lo coglie sul fatto e gli punta addosso la spada. Agravaine però rigira la frittata e gli fa credere di star controllando con la lama del coltello se questo respiri ancora. Poi prende la scusa di averli seguiti pensando che fossero diretti da Gaius. Galvano stenta a fidarsi, ma alla fine si convince ad aiutare Agravaine a riportare Gaius a Camelot. Intanto, Morgana incrocia Merlino e lo attacca. Definendolo come una fastidiosa spina nel fianco, lo minaccia di una morte lunga e dolorosa, quando arriva Alator. Morgana presenta Merlino al sacerdote e poi gli domanda se abbia ottenuto ciò che desidera. Questo le dice non solo di conoscere la vera identità di Emrys, ma anche dove questo si trovi. Morgana gli ordina impaziente di dirglielo, ma questo le si rivolta contro e la attacca con la magia facendole perdere i sensi. Dopodiché, Alator si inginocchia dinanzi a Merlino, dicendo che, dopo aver ascoltato ciò che Gaius aveva da dire, ha capito che loro sono simili e che entrambi vogliono portare l'era di Albion alla luce. Questo afferma anche che lui non è solo e che ci sono altri come lui pronti a rischiare tutto pur di proteggerlo e vedere l'avvento della nuova era.
A Camelot, Agravaine deve confermare che Gaius non è il traditore, come pensavano, e che dietro tutto c'era Morgana. Artù si scusa così con l'anziano medico. Questo però vuole sapere perché Gaius gli ha mentito riguardo allo stregone che ha ucciso suo padre. Gaius gli spiega quindi che se Artù fosse venuto a sapere la vera identità dello stregone lo avrebbe fatto giustiziare e sarebbe stato un errore, perché lo stregone ha fatto tutto il possibile per salvare Uther. Poi gli dice anche che un giorno capirà che ci sono molte persone diverse che lo stanno proteggendo e che la magia non è per forza da essere considerata come un male.
- Guest star: Gary Lewis (Alator).
- Altri interpreti: Duncan Meadows (Orn).
- Ascolti UK: telespettatori 6 720 000[3]

## Lamia
- Titolo originale: Lamia
- Diretto da: Justin Molotnikov
- Scritto da: Jake Michie

### Trama
In un villaggio esterno a Camelot, una misteriosa piaga si diffonde. Mary e John Howden, due coniugi del villaggio e amici di Ginevra, si recano a Camelot per chiedere aiuto, poiché al loro villaggio non è presente un medico. Gaius esamina una delle vittime portate dagli Howden e, credendo che la malattia sia dovuta ad un semplice avvelenamento, decide di mandare Merlino sotto veste di medico in quanto suo allievo. Artù è un po' diffidente di ciò che Merlino sia in grado di fare, ma alla fine è questo a partire con Ginevra e i cavalieri per il villaggio. Qui Merlino nota, cercando di curare uno dei pazienti, che c'è qualcosa di molto strano nella malattia e che questa non può essere curata neanche con le sue doti magiche. Merlino allora pensa possa trattarsi di stregoneria. Le sue ipotesi hanno conferma quando sia Merlino che gli abitanti del villaggio percepiscono che nei dintorni aleggia una presenza malvagia. Dunque, Merlino, Ginevra e i cavalieri partono per il viaggio di ritorno per consultarsi con Gaius sul da farsi. Sulla strada verso casa, questi incontrano una giovane fanciulla aggredita da dei banditi. I cavalieri dunque la salvano e decidono di aiutarla a ritrovare la strada di casa. Fin dall'inizio la ragazza, Lamia, sembra temere e repellere Merlino e in qualche modo riuscire a controllare le emozioni dei cavalieri, facendo fare loro ciò che vuole. Merlino in particolare, è immune al suo potere. Merlino e Ginevra si rendono ben presto conto che la ragazza sta in qualche modo mettendo l'uno contro l'altro i cavalieri, che se la contendono. Quando Merlino afferma che sarebbe più opportuno tornare a Camelot per avvisare Gaius della malattia, Lamia fa in modo che i cavalieri lo minaccino e continuino a girare in tondo per la foresta.
Intanto, a Camelot, Artù e Gaius si sono resi conto che Merlino e gli altri mancano da troppo tempo e decidono di partire per il villaggio per scoprire cosa è accaduto. Nel mentre, Lamia, durante la notte, prende da parte Elyan e lo bacia facendogli però perdere i sensi e cadere come negli stessi sintomi della malattia che ha colpito quel villaggio. Quando Elyan viene ritrovato dagli altri, questi credono che sia stato contagiato, ma Merlino e Gwen sospettano che sia la misteriosa Lamia la causa di tutto.
Artù e Gaius giungono con un plotone al villaggio degli Howden, dove scoprono che la fonte della malattia non è stata scoperta e che Merlino, Ginevra, Elyan, Galvano, Leon e Parsifal erano già ripartiti verso Camelot. Gaius allora esamina ancora una volta una delle vittime, scoprendo di aver già conosciuto quel tipo di malanno. L'anziano medico racconta infatti ad Artù che tempo fa le sacerdotesse dell'Antica Religione crearono una creatura mezza donna e mezza serpente, in grado di avvelenare chiunque passasse sotto il suo fatale tocco e in grado di controllare la mente degli uomini, rendendoli suoi succubi. Gaius aggiunge anche che quella creatura sfuggì al loro controllo e che iniziò a vagare per i cinque regni seminando morte. Artù allora, pensando che Merlino e gli altri possano essere in pericolo, parte alla loro ricerca. Nel mentre, Ginevra e Merlino escogitano un modo per farsi ritrovare da Artù, ovvero lasciando dei frammenti della tunica di Ginevra come segnale che indichi dove sono diretti. Lamia infatti ha intenzione di guidare tutti in una trappola mortale. La ragazza manipola ancora le menti dei cavalieri, conducendoli ad alcune rovine abbandonate dove questa sparisce. Merlino e Gwen consigliano agli altri di portare Elyan da Gaius prima che sia troppo tardi, ma i cavalieri vogliono a tutti i costi ritrovare la fanciulla. Così, dividendosi, uno dopo l'altro cadono vittime di Lamia, che li bacia con il suo tocco fatale. Intanto, Agravaine sta cercando di nascondere le tracce di questi ad Artù, ma alla fine il giovane re riesce a seguire i segnali lasciati da Ginevra. Alle rovine, Merlino viene attaccato dalla feroce Lamia, che rivela la sua vera forma. Questa tenta di sbarazzarsene, ma alla fine viene uccisa da un attacco congiunto di Artù, finalmente giunto, Ginevra e Merlino. Morta Lamia, tutti quelli caduti sotto il suo tocco incantato rinvengono. Tornati a Camelot, Artù si congratula per il coraggio dimostrato da Ginevra durante questa pericolosa missione.
- Altri interpreti: Wayne Foskett (John Howden), Melanie Hill (Mary Howden), Charlene McKenna (Lamia).
- Ascolti UK: telespettatori 7 000 000[3]

## Il ritorno di Lancillotto
- Titolo originale: Lancelot du Lac
- Diretto da: Justin Molotnikov
- Scritto da: Lucy Watkins

### Trama
Artù prende la decisione di sposare Ginevra e lo comunica allo zio. Agravaine tenta invano di fargli cambiare idea, dopodiché si dirige da Morgana per portare la cattiva notizia. Morgana è sconvolta e sa che ciò che è profetizzato dalle sue visioni si sta avverando. Così, la strega escogita un piano per impedire che una semplice serva prenda il suo trono, affermando di conoscere tutti i suoi segreti e di sapere esattamente come distruggerla. Dunque, Morgana si dirige in alcune grotte dove risiede un'antica creatura della vecchia religione: La Dochraid. Questa ha le sembianze di una cadaverica vecchietta del tutto priva di bulbi oculari e risiede nelle profondità più oscure. Morgana chiede all'orripilante creatura di aiutarla a capire come usare un dono da parte della sorella, che custodisce in sé il potere di ripescare i morti dal loro eterno riposo. La Dochraid le dice che lei è colei destinata a riportare le antiche arti in questo mondo e che è felice di poterla aiutare. Dunque, rivela alla strega che, per usare gli arcani poteri dell'amuleto del quale è in possesso, deve dirigersi al lago di Nemhain, dove è presente un passaggio tra i due mondi. Qui Morgana deve buttare nelle acque l'amuleto ed esprimere il suo volere. Fatto ciò, Morgana si ritrova davanti colui che porterà alla disfatta di Ginevra: Lancillotto. Intanto, Artù fa la sua proposta a Ginevra, che accetta entusiasmata, e organizza un torneo in onore del loro fidanzamento e delle nozze in arrivo. Durante il torneo, un misterioso cavaliere porge i suoi auguri alla futura regina, qualcuno che nessuno avrebbe più immaginato di rivedere, proprio Sir. Lancillotto. Artù e gli altri sono felici di riavere indietro il loro amico, ma Merlino capisce dagli strani atteggiamenti del cavaliere che c'è qualcosa che non torna. Il giovane mago ha una conferma dei suoi sospetti quando Lancillotto mente su dove ha passato il tempo dopo aver attraversato il velo e dal fatto che questo non ricorda più dei suoi poteri magici. Merlino si confida con Gaius e i due pensano possa trattarsi di necromanzia, un'antica arte magica temuta anche ai tempi della stregoneria, che consiste nel riportare indietro i morti, che si presentano però come un guscio vuoto, totalmente privi dei loro ricordi e del loro libero arbitrio, condannati ad assecondare ogni richiesta di colui che li ha riportati indietro, ovvero del loro padrone. Merlino dunque escogita un modo per rivelare la vera identità di Lancillotto, in modo da sapere se i loro sospetti sono fondati e di capire se questo possa nuocere ad Artù. Intanto, Agravaine confida a Morgana che teme che Ginevra possa non provare più gli stessi sentimenti di un tempo per Lancillotto, dunque la perfida strega tesse un incantesimo d'amore su di un bracciale e fa in modo che Lancillotto lo regali a Ginevra come dono di nozze. Scoperto che Lancillotto non è più Lancillotto, Merlino e Gaius lo tengono d'occhio durante il torneo, preoccupati che questo possa volerne approfittare per uccidere Artù. Quando però questo dimostra di non voler nuocere al re, i due si domandano per cos'altro Morgana l'abbia potuto riportare indietro. Nel mentre, a causa del bracciale incantato, Ginevra comincia ad essere nuovamente attratta da Lancillotto. Agravaine escogita uno stratagemma per far sì che Artù colga sul fatto i due amanti e va a parlare a Lancillotto sul da farsi. Merlino, però, becca i due mentre confabulano e cerca di fermare Lancillotto, diretto nel cuore della notte ad incontrare Ginevra. Lancillotto però ha la meglio e se ne va lasciando Merlino svenuto a terra. Dunque, Agravaine sveglia Artù e lo porta nella sala del trono, dove Lancillotto e Ginevra si sono incontrati e si stanno baciando. Alla vista del tradimento, Artù perde il controllo e si avventa con furia su Lancillotto. I due hanno un breve duello, che termina con Ginevra che cerca di dividerli e infine con i due traditori scortati nelle prigioni. In preda alla disperazione, Ginevra si sfila il bracciale incantato, che cade nella cella. Intanto, Agravaine sprona il re a giustiziare entrambi per adulterio. Artù però non se la sente di fare del male alla donna che ama. Il giorno dopo, Artù convoca Ginevra al suo cospetto per discutere di quanto accaduto. La povera ragazza non sa neanche lei spiegarsi come sia potuto succedere e chiede ad Artù di perdonarla. Questo però non riesce più a fidarsi di lei e la bandisce dal regno, risparmiando la pena di morte. Merlino cerca di dissuaderlo, ma il re sembra aver preso la sua decisione. Nel frattempo, mentre Ginevra lascia Camelot, Lancillotto riceve una lettera da Morgana e poco dopo viene ritrovato morto nelle sue celle. Artù riconosce che Lancillotto era un uomo d'onore e chiede a Merlino di fornirgli un'adeguata sepoltura. Merlino dunque porta il corpo senza vita del cavaliere al lago e lo adagia su una barca funebre. Dopo aver risvegliato per un attimo la sua anima ed averlo salutato per l'ultima volta, il giovane mago pratica il funerale vichingo al suo amico.
- Guest star: Santiago Cabrera (Sir Lancillotto).
- Altri interpreti: Maureen Carr (La Dochraid).
- Ascolti UK: telespettatori 7 320 000[3]

## L'annuncio di una nuova era
- Titolo originale: A Herald of the New Age
- Diretto da: Justin Molotnikov
- Scritto da: Howard Overman

### Trama
Artù, Merlino e i cavalieri finiscono involontariamente in un accampamento druido abbandonato che altro non è che un santuario maledetto per placare gli spiriti.
Nell'aria tutti avvertono una strana presenza e l'atmosfera si fa cupa e grigia. Merlino afferma che Gaius gli ha parlato di quei posti e che dovrebbero tornare indietro al più presto. Mentre si avviano, Elyan però ignora l'avvertimento di Merlino e preso dalla sete si approvvigiona da un pozzo colmo d'acqua nell'accampamento. Ad un tratto però, mentre beve, il cavaliere scorge nella pozza l'immagine di un ragazzino, ma quando si volta alle sue spalle non vi è nessuno. Questo dunque, spaventato, si affretta ad andarsene. Tornati a Camelot, Elyan comincia ancora ad avere visioni di un bambino dall'aspetto cadaverico e tutto zuppo d'acqua. Perseguitato da questa terrificante immagine, Elyan mostra agli altri cavalieri uno strano atteggiamento e preso dall'idea che qualche spirito lo perseguiti, comincia a porre dei cerchi di sale sotto il suo letto, convinto di scacciare così gli spettri.
Intanto, Merlino si accorge che anche Artù ultimamente appare turbato e prova a spronarlo a parlare di ciò che è accaduto con Gwen. Questo però non vuole aprirsi con nessuno e restare solo a rimuginare sul passato. Durante un allenamento, Elyan sfoga sul bersaglio, Merlino, la sua furia causata dalle visioni del druido fantasma. In questa occasione, tutti cominciano a sospettare che Elyan sia ancora furioso per quello che Artù ha fatto alla sorella. Successivamente, questo, dopo aver avuto un'ulteriore visione, si agita e sviene perdendo coscienza. Gaius visita il ragazzo e afferma che è come caduto sotto una sorta di trance dovuta probabilmente ad uno shock di qualche tipo. Più tardi, il medico si accorge che Elyan ha fatto un cerchio di sale sotto il letto e comincia a sospettare che questo sia perseguitato da qualche spirito dell'accampamento. Gaius dunque parla a Merlino della sua teoria e gli spiega che durante la grande purga, Uther fece giustiziare senza pietà molte persone in modo orrendo e atroce e che molto probabilmente Elyan deve aver in qualche modo disturbato gli spiriti che aleggiavano intorno a quel posto. Durante la notte, il fantasma fa nuovamente visita al povero Elyan e stavolta rivela il motivo della sua presenza, questo afferma che vuole avere pace e per questo ha bisogno del suo aiuto. Elyan gli domanda cosa vuole che faccia e il bambino afferma che dovrà uccidere il responsabile delle sue sofferenze: Artù Pendragon. Dunque, Elyan, come posseduto dal fantasma, si avvia nelle stanze del re armato di spada e lo attacca improvvisamente. Artù schiva i suoi colpi e chiama le guardie, ma Elyan, vedendosi in difficoltà, comincia a scappare. Artù ordina ai cavalieri di setacciare il castello e di ritrovarlo. Dunque, Galvano, Leon e Parsifal lo beccano mentre cerca di fuggire e riescono a catturarlo. Il giorno successivo, Agravaine sprona Artù a giustiziare il traditore. Merlino però rivela ad Artù che lui e Gaius credono che Elyan non fosse in sé stesso e che fosse in realtà posseduto da qualche spirito proveniente dall'accampamento druido. Agravaine interrompe i due e afferma che è una buffonata e che in realtà Elyan ha fatto quel che ha fatto perché tiene rancore per l'esilio della sorella e dunque per questo tradimento deve essere condannato. Artù, confuso, ordina ai due di lasciarlo solo a meditare.
Gaius e Merlino parlano del da farsi e giungono alla conclusione che devono esorcizzare Elyan e farlo fuggire prima che venga giustiziato. Merlino allora, nel cuore della notte, si avvia e riesce a far evadere Elyan. Quando però gli porge dell'acqua purificata per liberarlo dalla presenza del fantasma, il bambino druido fa cenno ad Elyan di non fidarsi e allora questo atterra Merlino e continua a fuggire.
Il giorno dopo, Gaius e Merlino decidono di visitare l'accampamento per scoprire come ha fatto Elyan a disturbare gli spiriti. Qui Merlino si accorge del pozzo e che attorno ad esso aleggia senso di tristezza e dolore. Gaius allora afferma che come immaginava deve trattarsi di una sorta di santuario per le anime dei druidi, mietute ingiustamente dalla furia di Uther.
Dopo poco tempo, Elyan si ripresenta e attacca nuovamente il re. In questa occasione però, Artù si accorge che la voce di Elyan non è la sua, ma quella di un ragazzino. Dopo l'attacco fallito, Elyan fugge nuovamente, ma stavolta Merlino convince Artù che quello non è Elyan e lo lasciano scappare. Gaius dunque spiega ad Artù dell'accampamento e questo decide di dover fare qualcosa per redimersi, in quanto fu proprio lui da giovane a guidare, per ordine del padre, l'attacco a quell'accampamento druido.
Calata la notte, Artù si dirige di nascosto verso l'accampamento e Merlino lo pedina. Artù si accorge di Merlino e lo rimprovera per averlo seguito, dopodiché i due giungono di fronte al pozzo. Qui arriva anche Elyan, posseduto dal fantasma, che dice ad Artù che per trovare la pace deve rendere giustizia. Artù si inginocchia disarmato di fronte allo spirito e afferma che a quei tempi lui era giovane e incosciente e che guidò l'attacco solo per rendere fiero il padre. Elyan però sfodera la spada, segno che allo spirito ciò non importa. Artù continua dicendo che è terribilmente pentito per quello che ha fatto e promette di trattare da ora in poi la sua gente con riguardo e di non continuare ciò che il padre ha ingiustamente portato avanti per anni contro i druidi. Elyan continua ad avvicinarsi e Artù spaventato comprende che la sua ora è giunta. Improvvisamente però Elyan butta la spada e abbraccia il giovane re: la voce del bambino, toccato dal comportamento di Artù, gli sussurra che lo perdona, dopodiché abbandona il corpo di Elyan, attraversando la luce. A Camelot, Elyan si scusa per quello che ha fatto e Artù appare agli occhi di Merlino molto cambiato. Il gesto che il giovane re ha compiuto infatti ha segnato l'inizio di una nuova era.
- Altri interpreti: Nicholas Croucher (Bambino druido).
- Ascolti UK: telespettatori 6 900 000[3]

## Il cuore del cacciatore/Una sposa per re Artù
- Titolo originale: The Hunter's Heart
- Diretto da: Jeremy Webb
- Scritto da: Richard McBrien

### Trama
Ginevra si ritrova a vivere in un piccolo villaggio fuori Camelot e ripensa ogni giorno al tradimento fatto ad Artù, portando come simbolo al collo l'anello delle promesse, e non riuscendo a perdonarselo. All'improvviso, il villaggio è preso sotto attacco dall'esercito di un signore della guerra, che cattura Ginevra, progettando di farne sua serva. Intanto, a Camelot, Artù decide di andare avanti con la sua vita e dimenticare quanto accaduto facendo una svolta, ovvero organizzando un matrimonio con la bella principessa Mithian di Nemeth per mettere fine all'antico conflitto per il predominio sulle terre di Gedref. Merlino è sconvolto dall'annuncio di Artù e cerca di fargli cambiare idea, in quanto sa che in realtà il re è ancora innamorato di Ginevra. Artù però lo contraddice e gli proibisce di parlare di Ginevra in sua presenza. Nel mentre, Agravaine convince un giovane ragazzo, Eoghan, apprendista del cartografo del reame, di rubare per lui le mappe per i tunnel di assedio. Quando il ragazzo però alla fine si rifiuta di tradire il suo maestro, Agravaine allora si vede costretto a sbarazzarsene. Morgana però non accetta fallimenti e vuole a tutti i costi da Agravaine quelle mappe. In seguito, Agravaine fa ritrovare il corpo di Eoghan affermando che questo deve essere caduto sporgendosi dalle mura di cinta. Esaminandolo però, Gaius afferma che è impossibile, poiché il ragazzo non ha subito abbastanza ferite. Agravaine fa poi in modo che venga trovato nelle sue tasche un falso biglietto, che fa pensare che il ragazzo fosse un traditore in combutta con Re Odin. Artù dunque pensa che in quanto cartografo possa aver rubato le mappe per l'assedio e con Agravaine entra nell'archivio per controllare. Qui sembra che tutto sia al suo posto, ma Agravaine si offre poi di controllare più accuratamente per conto di Artù. Dunque il perfido zio può approfittare per recuperare le mappe che cerca e portarle a Morgana, la quale ne farà poi una copia con la magia.
Quando Mithian giunge in città, Artù rimane incantato dalla sua bellezza, mentre Merlino è scocciato dal fatto che Artù voglia dimenticare così in fretta Ginevra. Gaius però gli ricorda che Artù non può per sempre rimanere bloccato nel passato. Ginevra intanto è portata a corte del suo rapitore, Helios, che vuole fare di lei la sua concubina. La ragazza si trova costretta ad accettare e si ritrova a cenare con questo. Helios vuole sapere più su di lei, ma questa è restia a raccontare la sua storia. Mentre discutono, i due sono interrotti da una delle guardie che annuncia ad Helios l'arrivo di Morgana. Sentendo il suo nome, Ginevra si agita e chiede ad Helios di potersi congedare per poter riposare. Helios vorrebbe che questa rimanesse, ma alla fine viene convinto e Ginevra riesce a non farsi trovare da Morgana. La strega sta confabulando con Helios un attacco a Camelot e afferma che presto avranno le mappe che gli servono grazie all'aiuto di Agravaine. Ginevra origlia nascosta la conversazione, ma involontariamente fa rumore e Morgana ed Helios si accorgono che qualcuno li spia. Ginevra si dà alla fuga e quando Morgana scopre che si tratta di lei, il signore della guerra sguinzaglia i suoi uomini alle sue calcagna.
Artù e Mithian stanno intanto facendo un pic-nic per conoscersi meglio, con al seguito Merlino in veste di servo. I due scoprono di avere in comune la passione della caccia e decidono di organizzare una battuta. Merlino cerca di fare in modo che Artù appaia maleducato nei confronti della principessa per allontanarla, ma alla fine finisce per legarli ancora di più. A Camelot, Mithian ferma Merlino e gli chiede perché ce l'abbia con lei, facendo capire di essersi accorta che al ragazzo non sta simpatica. Merlino si scusa e Mithian gli chiede di dargli almeno una possibilità, a prescindere dai suoi buoni motivi. Nel mentre, Ginevra riesce a fuggire agli uomini di Helios e si accampa per la notte nel bosco. Al mattino seguente però, Morgana la trova grazie al fumo del fuoco acceso da questa per riscaldarsi e ricomincia l'inseguimento. Quando non vede via di scampo, Ginevra supplica Morgana di lasciarla in pace. La strega però non può permettere che interferisca nei suoi piani riferendo ad Artù dell'imminente invasione, ed usa quindi la magia contro di lei, facendole perdere i sensi. Morgana nota che la ragazza porta al collo l'anello di Artù e glielo strappa. Quando si accorge che Artù e Mithian stanno giungendo da quella parte per cacciare, questa escogita un piano e muta Ginevra in un cerbiatto, dopodiché si avvia lasciando cadere l'anello a terra. Merlino si accorge poi però che il cerbiatto è in realtà Ginevra e tenta di fermare Artù e i suoi uomini, che tentano di colpirlo con la balestra. Mithian riesce però a ferirla e questa fugge nella foresta. Intanto, Artù trova a terra l'anello e sconvolto dichiara la battuta di caccia conclusa, lasciando la principessa perplessa. Più tardi, Merlino torna nel bosco a cercare Ginevra e la ritrova di nuovo nelle sue sembianze ferita, dunque questo la cura. Al suo risveglio, Ginevra racconta a Merlino dei piani di Morgana e Agravaine. Questo le dice di tornare con lui a Camelot per riferirlo ad Artù, ma la ragazza non se la sente, affermando di non essere ancora pronta a tornare dopo quello che ha fatto.
Merlino, dunque, comunica ad Artù che Agravaine ha rubato le mappe. Il re allora va con Merlino nell'archivio, convinto che lo zio non lo tradirebbe mai, e mostra al ragazzo che le mappe sono al suo posto. Merlino cerca di difendersi, ma Artù gli ordina di non screditare più lo zio, altrimenti esilierà anche lui. Più tardi Merlino giunge da Artù per scusarsi e lo trova con in mano l'anello a riflettere. Questo chiede a Merlino cosa dovrebbe fare visto che è ancora innamorato di Ginevra, nonostante il tradimento. Merlino gli consiglia di seguire i suoi sentimenti e di non sposare Mithian solo per tentare di colmare l'enorme vuoto che Ginevra ha lasciato nel suo cuore. Il re così si decide e il giorno successivo si scusa con Mithian rivelandole che ama ancora qualcun'altra. Mithian gli domanda allora cosa ne sarà del loro accordo e Artù le dice che è disposto a donarle tutte le terre di Gedref. Mithian dunque se ne va anche se dispiaciuta, ma alla fine comprende ciò che Artù ha tentato di spiegarle.
Infine, Artù ringrazia Merlino per il suo consiglio, ma, quando questo cerca di vantarsi, Artù lo scredita affermando che è più imbranato che saggio.
- Guest star: Janet Montgomery (Principessa Mithian).
- Altri interpreti: Terence Maynard (Helios), Tom Meredith (Eoghan), Gareth Jewell (Servo di Helios)
- Ascolti UK: telespettatori 7 120 000[3]

## La spada nella roccia (1ª parte)
- Titolo originale: The Sword in the Stone (Part 1)
- Diretto da: Alice Troughton
- Scritto da: Jake Michie

### Trama
Mentre Artù e gli altri festeggiano ad un banchetto, Agravaine si trova fuori e dopo aver eliminato alcune guardie, fa segnale a Helios di entrare con le sue guardie attraverso i tunnel. Con questi si dirige verso il castello e incendia la città bassa, dando così il via a Morgana per iniziare l'invasione. Quando viene dato l'allarme è ormai troppo tardi e le truppe di Helios sono entrate nel castello. Intanto Sir Leon, che si trova nella città bassa insieme ad altri cavalieri, cerca di tenere testa agli invasori ma alla fine è costretto a battere in ritirata cercando di scortare più persone possibile al sicuro verso la foresta. Elyan invece incrocia nei corridoi Agravaine a capo di un'armata. Questi comprende del suo tradimento e lo minaccia con la spada, ma arriva Morgana che con la sua magia lo scaraventa a terra. Questa,poi, ordina ad Agravaine di trovare Artù e si dirige impaziente alla sala del trono. Intanto, Artù sta tentando di fronteggiare gli invasori, ma viene ferito. Merlino usa la magia contro i nemici e lo porta in salvo. Mentre si dirigono nella sala della cerimonia, dove hanno formato una barricata, Artù vede Agravaine marciare insieme a Morgana e all'esercito invasore. Vorrebbe attaccarlo, ma Merlino lo convince a tornare alla sala. Qui, Gaius esamina la ferita del re e dice a Merlino che non può continuare a combattere. Artù però non vuole arrendersi, così il medico dice a Merlino di usare la magia. Così, stando ben attento a non farsi scoprire, Merlino guarisce il re, che diventa stranamente totalmente dipendente da lui. Dunque, insieme a Parsifal questi decidono di lasciare Camelot al più presto. Morgana tuttavia non è ancora soddisfatta, perché vuole Artù morto.
Intanto, Merlino cerca di convincere Gaius a venire con loro, ma questo afferma che gli sarebbe solo d'intralcio. A malincuore, Merlino è costretto a lasciare Gaius indietro, ma insieme a lui decide di rimanere anche Galvano per dare tempo a loro di scappare. All'improvviso nella sala irrompono molti soldati con Morgana, ma Gaius asserisce che la sua vittoria è mutilata, poiché il re è ormai più lontano di quanto possano immaginare, ma la strega non si dà per vinta e senza indugio esclama di prendere dei cavalli perché vuole andare a caccia.
Nel frattempo Artù, Merlino e Percival sono riusciti a fuggire tramite i tunnel e osservano da lontano Camelot andare a fuoco. All'improvviso sbuca fuori Elyan, che era riuscito anche lui a mettersi in salvo. Questi si avviano, ma ad un tratto sentono il rumore dei cavalli, accorgendosi di avere Morgana alle calcagna. La strega cavalca impaziente verso il suo obiettivo e con la magia scaraventa in aria tutti quanti. Merlino, Artù ed Elyan si rialzano e si affrettano a riprendere la fuga, ma Parsifal sembra essere rimasto indietro. Elyan esorta poi Merlino a portare Artù il più lontano possibile, mentre lui terrà occupati i nemici. Dunque, Artù e Merlino riescono a fuggire.
Agravaine porta Elyan al cospetto di Morgana e la informa che hanno perso le tracce di Artù. Questa però, guardando Elyan, afferma che presto sapranno dove cercare.
Merlino intanto, come concordato dopo un'affrettata decisione con i cavalieri, sta portando Artù, ancora totalmente dipendente da lui, verso Ealdor, il suo villaggio natale, in cui sa di poter contare almeno sull'ospitalità della madre, in circostanze così disperate. Questo si rende conto però che gli indumenti reali rendono Artù troppo appariscente e quando giungono nei pressi di una baracca, rubano dal suo interno degli abiti. Merlino li fa indossare ad Artù, ma gli risultano troppo stretti e danno al Re un'aria ridicola. I due però non possono permettersi di indugiare ancora e devono accontentarsi riprendendo il cammino. Intanto, a Camelot, Morgana mostra ad Elyan una sua creatura magica, un Nathair, ovvero un piccolo serpente che viene usato per torturare le persone, recando loro inimmaginabili sofferenze. Dunque, questa dà al ragazzo una scelta: o dirle semplicemente dove Artù è diretto o subire atroci sofferenze prima di sputare il rospo. Il coraggioso cavaliere afferma che non tradirà mai il suo re e dunque Morgana, divertita, gli dice che sarà un piacere per lei torturarlo. Dopo non molto, Elyan, ormai esausto, rivela alla strega dove Merlino sta conducendo Artù. Dunque, questa ordina ad Agravaine di partire immediatamente e di non deluderla, altrimenti farà la fine di quel cavaliere. Prima di partire, però, Agravaine vuole chiarirsi con Morgana e le ricorda che lui è e sarà sempre suo fedele servitore ed amico. Morgana non è più di tanto interessata, ma Agravaine le ricorda di stare attenta e di non fidarsi di nessuno, nemmeno di Helios.
Durante il viaggio, Merlino e Artù s'imbattono in una coppia di viaggiatori, Tristano e Isotta. Merlino chiede loro di dargli un passaggio attraverso le terre di Re Lot, ma questi sono restii. Quando però Merlino gli promette dell'oro, questi accettano subito. Dunque, Merlino e Artù salgono sulla carovana. Intanto, Agravaine è sulle loro tracce e trova i vestiti di Artù lasciati dietro un masso.
La carovana fa una sosta per la notte e Merlino aiuta questi a scaricare le tende. Mentre lo fa, trova una scatola piena di prezioso incenso, ma viene fermato da Isotta che gli punta una spada. Merlino capisce che sono contrabbandieri e le dice che è pericoloso praticare questa attività sui territori di Camelot, ma questa gli risponde che non sono affari suoi. Tristano poi si vanta che lui e la sua Isotta sono i migliori contrabbandieri che esistano e che quello stupido re di Camelot non potrebbe mai prenderli. Artù intanto non è nelle condizioni di capire con esattezza cosa accade intorno a lui e vaga in giro abbracciando alberi. Merlino approfitta delle condizioni del re per prendersi la sua meritata rivincita e lo tratta come un suo servo, facendolo apparire come un sempliciotto che senza di lui non durerebbe un giorno. Verso l'alba, Artù sveglia Merlino e lo prende a calci chiedendogli spiegazioni sul fatto che stiano viaggiando con contrabbandieri e di come sia vestito. Merlino capisce che l'effetto della magia è terminato e gli spiega cosa è accaduto a Camelot e dove si stanno dirigendo. Poi aggiunge che deve continuare a fare la sua parte per mantenere la copertura, visto che Tristano odia i reali e specialmente quelli di Camelot. All'improvviso però, vengono attaccati dagli uomini di Agravaine, che hanno seguito le tracce dei due. Artù si mostra pronto a combattere e ha l'aria di chi dà ordini. Tristano dunque gli chiede chi diamine sia in realtà ed Artù decide di rivelargli la sua identità. Il contrabbandiere è infuriato per aver perso il suo bottino e i suoi uomini solo per dare aiuto alla persona che tanto odia e che lo ha portato a diventare quel che è. Artù però gli chiede di mettere da parte le divergenze e collaborare per salvarsi la pelle. Quando Isotta viene ferita e si trova alla mercé di uno degli uomini di Agravaine, Artù la salva e la ragazza gliene è grata. Artù vede che la ragazza è gravemente ferita e consiglia a Tristano di andare con loro verso Ealdor per curarla. Questo all'inizio è contrario, ma poi Isotta lo convince a seguirli.
Intanto, Morgana fa visita alle prigioni dove sono tenuti Gaius, Galvano ed Elayn. Galvano le chiede di dar loro del cibo poiché che non potranno sopravvivere ancora a lungo senza. La perfida strega afferma però che se vuole del cibo allora dovrà guadagnarselo, così lo fa portare alla sala del trono, dove lo costringe a lottare contro i suoi uomini per darle intrattenimento in cambio di misere quantità di cibo.
Nel mentre, Merlino, Artù, Tristano e Isotta arrivano finalmente ad Ealdor. Qui Merlino può riabbracciare la madre e poi pensare a prendersi cura di Isotta. Tristano ringrazia Merlino e Artù per tutto quello che stanno facendo per la sua Isotta e afferma che anche se ha perso tutto il suo bottino è felice di poter dire che ha ancora lei. Ascoltando queste parole, Artù non può che continuare a sentire la mancanza di Ginevra, dicendo a Tristano che ha ragione e di tenersela stretta. Più tardi, al calare della notte, Hunith chiede a Merlino come se la passi a Camelot, affermando di preoccuparsi per lui a volte. Merlino la tranquillizza e poi parla con lei di qualcuno il quale conoscono, che sarebbe giunto ad Ealdor già prima di loro. Hunith afferma che ha ancora il cuore spezzato e che ha voluto prendere tempo prima di incontrarlo. Nella camera di Artù vediamo qualcuno che lo assiste mentre dorme. Artù avverte di essere osservato e rimane sbalordito nel ritrovarsi davanti Ginevra. Artù le domanda cosa ci faccia lì e questa gli risponde che è un posto come un altro. Poi afferma che le è mancato e dopodiché i due si scambiano un lungo abbraccio.
Intanto, Agravaine e i suoi sono giunti ai confini di Ealdor e Merlino avverte gli altri che devono fuggire. Il giovane mago escogita un diversivo per distrarre Agravaine, dopodiché con gli altri fugge nella foresta, ma Agravaine ordina ai suoi uomini di gettarsi al loro inseguimento.
- Guest star: Ben Daniels (Tristano), Miranda Raison (Isotta), Caroline Faber (Hunith).
- Altri interpreti: Terence Maynard (Helios).
- Ascolti UK: telespettatori 8 390 000[3]

## La spada nella roccia (2ª parte)
- Titolo originale: The Sword in the Stone (Part 2)
- Diretto da: Alice Troughton
- Scritto da: Julian Jones

### Trama
Merlino, Artù, Ginevra, Tristano e Isotta fuggono nella foresta inseguiti da Agravaine e i suoi uomini. Vedendosi circondato, Merlino si tiene indietro rispetto agli altri e chiama il Grande Drago, che poco dopo arriva e arrostisce con il suo alito infuocato gli inseguitori. Dunque, Artù e gli altri prendono una via di fuga attraverso delle grotte, ma Agravaine e gli uomini rimasti continuano ad inseguirli nelle grotte. Merlino allora convince gli altri a proseguire, mentre lui rimane indietro per tentare di depistarli. Artù è contrario, ma alla fine Merlino lo convince. Dunque, Merlino si trova faccia a faccia con Agravaine, il quale gli ordina di dirgli dov'è Artù, ma al rifiuto del giovane mago ordina ai suoi uomini di ucciderlo, ma Merlino li scaraventa in aria con la magia. Agravaine rinviene, sbalordito che Merlino possegga la magia, e infine giunge alla conclusione che Merlino deve essere Emrys, il misterioso protettore di Artù. Dopo essersi rivelato, quando Agravaine cerca di andargli contro per ucciderlo, Merlino lo scaraventa contro la parete rocciosa. Intanto Artù, preoccupato per le sorti di Merlino che non è ancora tornato, decide di andare indietro, sorprendendo Tristano che trova strano che un re rischi la sua vita solo per un servo. Poco dopo, Artù e Merlino s'incrociano nelle gallerie. Merlino gli domanda perché sia tornato indietro e il giovane re afferma che lui è il suo unico amico e che non avrebbe potuto sopportare di perderlo. Dunque, la comitiva riunita continua il suo viaggio attraverso i boschi. Ginevra cerca poi di parlare con Artù, ma questo l'allontana dicendole che non riesce a dimenticare quello che gli ha fatto e che le cose tra loro non potranno mai essere come un tempo. Ginevra si scusa con lui, sapendo che le loro strade presto si divideranno. Durante la notte si accampano attorno ad un fuoco e Merlino chiede ad Artù cosa intenda fare. Questo afferma che è stato uno sciocco e che ha giudicato male tutti. Poi dice che forse non è un buon re come pensava e che sarebbe meglio se Camelot se ne trovasse un altro. Il giovane mago non riesce a vedere Artù in quello stato e mentre gli altri dormono si allontana per chiedere consiglio al Grande Drago. Kilgharrah gli dice che lui è il solo che può ripristinare la forza di volontà di Artù e che deve trovare un modo per il quale questo torni a credere di poter governare. Merlino ha una mezza idea e poi chiede al Drago di aiutarlo a rintracciare il gruppo di persone che si è rifugiato nelle foreste dopo l'attacco a Camelot.
Il mattino seguente Merlino sveglia Artù e lo convince a seguirlo nella foresta. Questo racconta ad Artù di una leggenda che narra degli Antichi Re di Albion. Merlino afferma che Bruta, il primo re di Camelot, incastonò una spada in una roccia e che la leggenda narra che solo il vero e legittimo Re di Albion, colui che è destinato a comandare, riuscirà ad estrarla solo con le sue forze. Artù pensa che siano solo frottole, ma quando si ritrova davanti la spada incastonata nella roccia rimane a bocca aperta. Sul posto giunge anche il popolo di Camelot, rintracciato da Merlino e scortato dai cavalieri di Camelot tra cui Sir Leon e Sir Parsifal. Merlino incoraggia Artù a tentare di estrarre la spada, poiché lui è il vero e unico re destinato a governare su quelle terre. Artù è titubante, ma alla fine si decide, prova a tirarla fuori e con l'aiuto segreto di Merlino se la ritrova tra le mani, impressionando la folla che acclama il suo nome.
La fede di Artù in sé stesso è finalmente ripristinata e insieme ai cavalieri pianifica di riprendersi Camelot. Tristano e Isotta sono impressionati da Artù e si ricredono sul suo conto, chiedendogli di accettare il loro aiuto in questa battaglia. Anche Ginevra ci tiene a partecipare e Artù la ringrazia per questo. Poi, Isotta la prende da parte e le dice di non perdere la speranza e che il vero amore dura per sempre. Intanto, a Camelot Morgana continua a sfidare Galvano mettendolo da solo contro tre dei suoi scagnozzi in cambio di cibo. Helios poi informa la strega della morte di Agravaine e dell'attacco di un drago. Nel volto di Morgana appare improvvisamente una terrificata espressione, poiché la strega ben sa che c'è solo un uomo in grado di comandare un drago: Emrys. La notte prima dello scontro per riprendere Camelot, Merlino, sapendo che nonostante Excalibur non potranno vincere contro la potente magia di Morgana, si allontana e furtivo si infiltra nel palazzo, mutandosi in “Dragoon” con la magia. Dunque si avvia nelle stanze di Morgana e posiziona sotto il suo letto una bambolina voodoo. Intanto, Helios nota la stanchezza di Morgana e le consiglia di andare a letto, mentre si avvia però questa intravede Dragoon e riconoscendo in lui Emrys ordina in preda al panico di setacciare il castello. Merlino però ha già ripreso le sue normali sembianze e travestendosi da guardia riesce a fuggire.
Il giorno seguente, Artù guida i suoi uomini attraverso i tunnel segreti di Camelot e cogliendo di sorpresa i loro nemici guida le sue truppe all'assalto del castello. Quando viene dato l'allarme, Morgana domanda ad Helios cosa stia succedendo. Questo afferma che Artù è tornato e dunque la strega, compiaciuta, afferma che gli devono almeno in bentornato a casa.
Nel mentre, Sir Parsifal arriva alle prigioni e libera Galvano, Elyan e l'ormai esausto Gaius.
Artù, Merlino, Ginevra, Tristano e Isotta invece si fanno strada fino ai corridoi della sala del trono e irrompono trovandosi davanti Morgana ed Helios ad aspettarli. Morgana e Artù si ritrovano dunque faccia a faccia. Artù depone le armi e le si avvicina. I due si scrutano e poi Artù le domanda perché stia facendo tutto questo. Morgana gli rinfaccia che sa benissimo cosa lei provi per lui e per tutta la sua stirpe e afferma che per lei sarà un piacere ucciderlo e che nemmeno Emrys potrà salvarlo stavolta. Dunque Artù sfodera la spada, ma Morgana sorridendo afferma che se pensa di poterla fronteggiare con una semplice arma è solo un illuso. La strega allora si prepara ad usare la magia, ma ben presto si rende conto che questa è svanita, grazie alla bambolina voodoo di Merlino. Morgana si vede perduta e comincia a fuggire mentre Helios e i suoi uomini attaccano Artù e gli altri. Merlino e Ginevra si gettano all'inseguimento di Morgana che in fretta e furia si fa strada tra i cavalieri di Camelot, attraverso i corridoi del castello. Questa viene però ferita gravemente da un cavaliere, ma nonostante ciò riesce ad ucciderlo, continuando la fuga. Si ritrova però davanti Ginevra e le due cominciano un duello con la spada. Nonostante la ferita, Morgana disarma Ginevra e le punta la lama alla gola. Merlino però arriva appena in tempo per utilizzare la magia e scaraventare via la strega.
Ginevra si chiede cosa sia successo e Merlino fa finta di non sapere niente, poi i due notano che Morgana è sparita. Intanto, Helios riesce a ferire Artù e si prepara a sferrare il colpo di grazia, ma viene colpito alle spalle da Isotta. Prima di cadere a terra privo di vita, Helios riesce però a ferire a morte la ragazza, che cade tra le braccia di Tristano. Merlino e Ginevra arrivano in tempo per assistere Isotta spirare di fronte allo sconvolto Tristano.
Artù e Ginevra rimangono commossi dalla scena, capendo che stanno entrambi soffrendo e che invece hanno ancora la possibilità di stare insieme. Più tardi, infatti, Artù incontra Ginevra e la perdona proponendole di nuovo il matrimonio. Dunque, Ginevra, durante la cerimonia, è incoronata Regina di Camelot e il popolo gioisce.
Morgana si trascina a stento per la foresta per poi collassare a terra in fin di vita, ma improvvisamente giunge Aithusa. La piccola draghessa la osserva e successivamente con il suo fiato magico la guarisce, per poi volare via di fronte ad una stupita Morgana.
- Guest star: Ben Daniels (Tristano), Miranda Raison (Isotta), John Hurt (voce originale di Kilgharrah).
- Altri interpreti: Terence Maynard (Helios).
- Ascolti UK: telespettatori 8 180 000[3]